# Ixylasia trogon
Ixylasia trogon là một loài bướm đêm thuộc phân họ Arctiinae, họ Erebidae.